# Streptocarpus phaeotrichus
Streptocarpus phaeotrichus är en tvåhjärtbladig växtart som beskrevs av Brian Laurence Burtt. Streptocarpus phaeotrichus ingår i släktet Streptocarpus och familjen Gesneriaceae. Inga underarter finns listade i Catalogue of Life.